# Francesco Francia

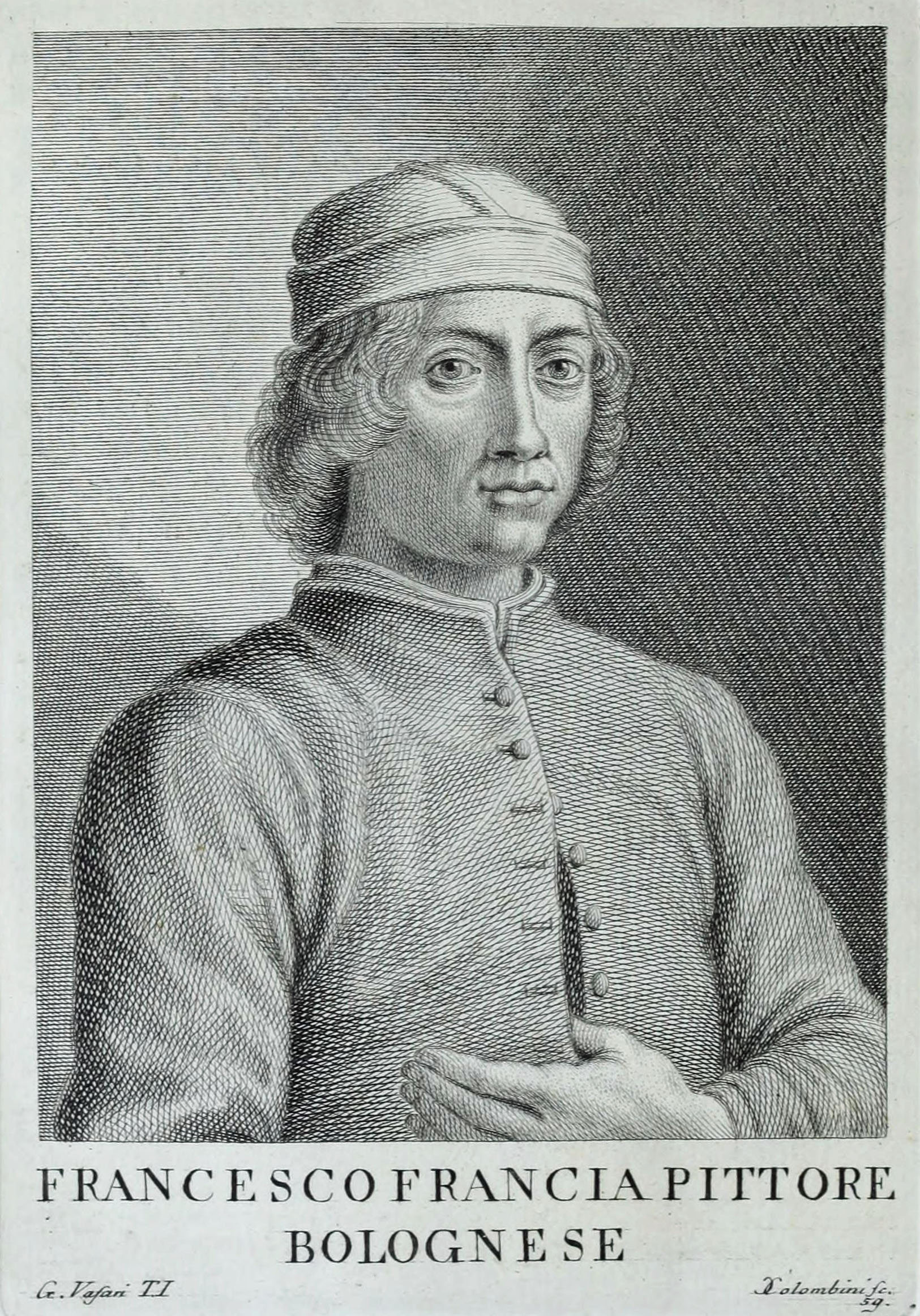
Francesco Francia

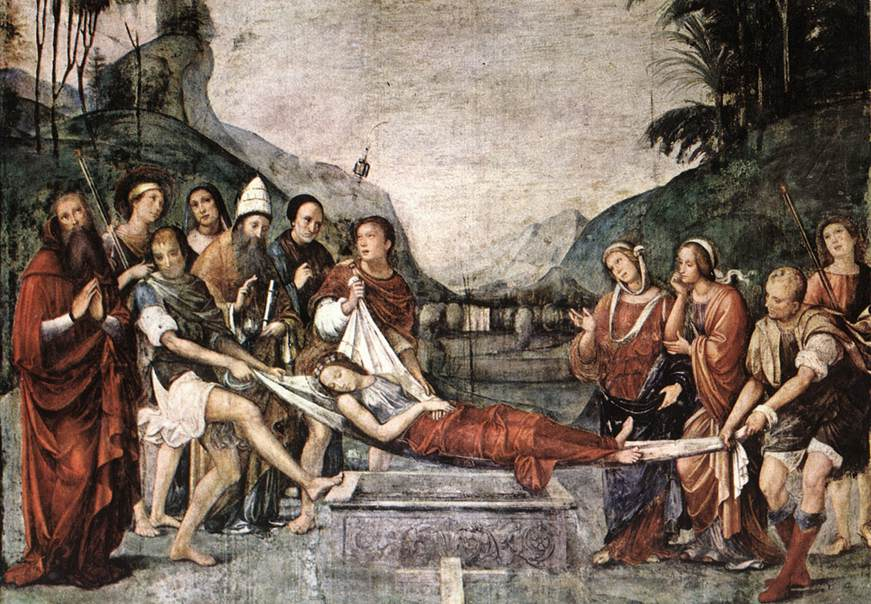
Den heliga Cecilias begravning (fresk; 1504–1506). San Giacomo Maggiore, Bologna.

Francesco Francia (egentligen Francesco di Marco di Giacomo Raibolini), född 1450 i Bologna, Italien, död 1517 i Bologna, var en italiensk målare och guldsmed.
Francia var ursprungligen guldsmed, och har som sådan efterlämnat en rad vackra myntstämplar med porträtt. I sin målningar, som präglas av charm och känsla, slöt han sig till Lorenzo Costas måleri. Senare kom han under inflytande av Perugino. Under slutet av sitt liv var han ytterst produktiv. Bland hans målningar märks ett stort antal altarbilder i Bolognas pinakotek. Francia är representerad vid Nordiska museet och Nationalmuseum